# Ihaab Boussefi
Ihaab Boussefi (ur. 23 czerwca 1985 w Trypolisie) – piłkarz libijski grający na pozycji napastnika.

## Kariera klubowa
Karierę piłkarską Boussefi rozpoczął w klubie Al-Mustaqbal. W 2005 roku zadebiutował w jego barwach w pierwszej lidze libijskiej. W 2006 roku odszedł do Al-Ittihad Trypolis, w którym grał do końca sezonu 2008/2009. W latach 2007, 2008 i 2009 trzykrotnie z rzędu wywalczył z nim mistrzostwo Libii oraz Superpuchar Libii. W latach 2007 i 2009 zdobył też dwa Puchary Libii.
Latem 2009 Boussefi został zawodnikiem Al-Nasr Benghazi. W sezonie 2009/2010 zdobył z Al-Nasr krajowy puchar, a po sezonie wrócił do Al-Ittihad. W 2012 grał w CS Hammam-Lif.

## Kariera reprezentacyjna
W reprezentacji Libii Boussefi zadebiutował w 2011 roku. W 2012 roku został powołany do kadry na Puchar Narodów Afryki 2012.